# Femés
Femés es una localidad de la isla canaria de Lanzarote (España) con 219 habitantes en 2023, perteneciente al municipio de Yaiza.

## Situación
Está situada en el macizo de los Ajaches, a 361 metros de altitud, en una vega agrícola desde la que se obtienen vistas del extremo sur de la isla y del estrecho de la Bocaina.

## Historia
El pueblo fue fundado en sus orígenes como lugar de guarida para los piratas.

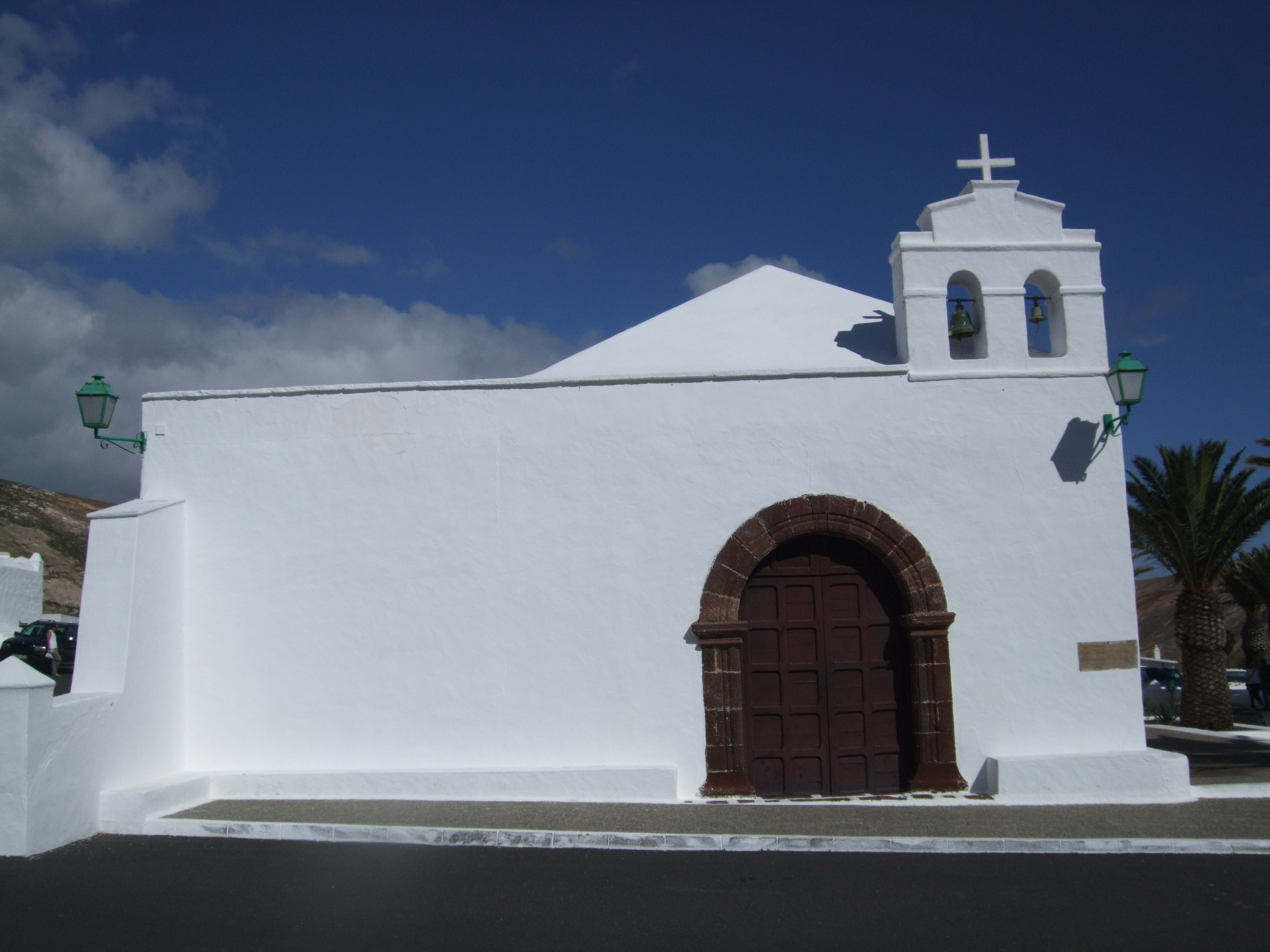
Ermita de San Marcial en Femés.

En las costas de esta localidad se encontraba la ermita-catedral de San Marcial del Rubicón, que fue la primera catedral y el primer obispado pleno de Canarias, tras el fallido obispado de Telde. Este obispado fue llamado Ribiscense y posteriormente fue trasladado a Gran Canaria. Esta ermita-catedral fue derruida en 1543 por corsarios ingleses. La actual Ermita de San Marcial de Limoges data de 1730. San Marcial de Limoges es el patrono de Lanzarote y compatrono de la diócesis Canariense.
Anteriormente, Femés era municipio independiente de Yaiza, al que finalmente se unió en 1953. Femés constituía el asentamiento poblacional más importante de la zona sur de la isla.
Femés es conocido por ser el pueblo donde se desarrolla la novela Mararía, del escritor tinerfeño Rafael Arozarena, que fue posteriormente llevada al cine.

## Demografía
| Gráfica de evolución demográfica de Femés entre 1842 y 1950 |
| |
| Población de derecho según los censos de población del INE Población de hecho según los censos de población del INEEntre el censo de 1960 y el anterior, este municipio desaparece porque se integra en el municipio 35034 (Yaiza) |

## Fiestas
Cada 7 de julio se celebran las fiestas de San Marcial. Destaca la Eucaristía Solemne presidida por el obispo y la posterior procesión de la imagen del Santo por las calles.
Otra fiesta destacada de la localidad es la de la Virgen del Rosario. Es celebrada en el mes de octubre, siendo su día principal el 7 de octubre y en ella destaca la función religiosa, romería y procesión en honor a la Virgen.

## Alineación volcánica de Femés
Este grupo de volcanes están emplazados sobre los relieves miocenos del edificio Ajaches, formando una pequeña alineación de 1,5 km de longitud y N450E de dirección. La forman dos conos: la Atalaya de Femés y el volcán de Maciot. El centro eruptivo principal es el cráter de la Atalaya de Femés. Dentro de él hay un pequeño cráter. De este centro principal surgieron ingentes cantidades de lavas basálticas que se derramaron en cascada sobre las laderas del edificio Ajaches hasta alcanzar el mar. Se creó un malpaís de coladas basálticas escoriáceas y caóticas en superficie.
En la ladera sur de Caldera Riscada, a la entrada de las Casitas de Femes, hay un afloramiento de tobas hialoclastíticas y palagoníticas. Presentan abundancia de líticos basálticos, escorias, lapilli denso y algunas bombas de tamaños centimétricos, mostrando el depósito un carácter brechoide y proximal.
En la Alineación Gritana Montaña Mina, al sur de Montaña Mojón, se observa perfectamente la intercalación de depósitos estrombolianos con hidromagmáticos.